# Museu do Barro (Paraguai)
Museo del Barro (em pt:Museu do Barro) é um museu localizado na periferia da cidade de Assunção, capital do Paraguai.
Fundado em 1979, o Museo del Barro é uma instituição particular, também sendo chamado de museu da argila, pois grande parte do seu acervo são de peças feitas em argila e barro por tribos indígenas. No local também encontramos peças de cerâmica pré-colombiana, como também, obras em madeira, rendas e material contemporâneo.

## Ligação externa
- Página oficial